# Kalamita-Bucht
Die Kalamita-Bucht (russisch Каламитский залив) ist eine Bucht im Schwarzen Meer an der Westküste der Krim südlich der Stadt Jewpatorija.

## Geographie
Die Bucht ist 41 km breit und wird im Norden durch das Kap Eupatoria und im Süden durch das Kap Lukullus begrenzt. Der nördliche Teil der Küste bis zum Kyzyl-Yar-See ist flach und sandig; der südliche Teil des Ufers ist steiler (6–12 m) und hat einen lehmigen Boden, der zu Rutschungen neigt. In die Bucht entwässern die beiden Flüsse Alma und Bulganak, beide im südlichen Teil. Im nördlichen Teil reihen sich eine Serie von Salzwasserlagunen: Sasyk, Saksky, Chaika, Kyzyl-Yar und Bogayly, die vom Meer durch schmale Sandstreifen getrennt sind. Sie haben z. T. einen therapeutischen Wert aufgrund des mineralhaltigen Schlamms.
An der Bucht liegen neben der Großstadt Jewpatorija auch die Siedlung städtischen Typs Zaozernoe, Nikolajewka und Nowofedoriwka sowie die Dörfer Beregovoe, Peschanoe und Angular.
Das Ökosystem der Steilküste am südlichen Ende der Bucht wurde zusammen mit einem angrenzenden Meeresstreifen als 125,6 Hektar große Schutzzone „The coastal aquatic complex at Cape Lukull“ ausgewiesen, um die ökologisch wertvolle Wechselwirkung in der Brandung als hydrologisches Naturdenkmal von regionaler Wichtigkeit zu bewahren.

## Geschichte
Während des Krimkrieges landeten hier am 14. September 1854 französische und britische Truppen, um die russische Basis Sewastopol zu erobern. Die Stelle war gewählt worden, weil ein breiter Sandstrand die Landung vereinfacht und große Teile der Bucht landseitig durch Salzwasserlagunen abgeschirmt werden. Von der Seeseite schützte die Flotte des britisch-französischen Expeditionskorps die Aktion vor Attacken russischer Schiffe.
Das Übersetzen an Land benötigte fünf Tage, wobei insbesondere beim britischen Truppenteil sich die Organisation in die Länge zog. So waren nach dem Abzug aus Warna auch noch viele Kranke zu transportieren, für die erst noch in den umliegenden Gehöfte Wagen und Karren zu akquirieren waren. Zudem hatten die Briten Pech mit der Brandung, da sich das Wetter beim Anlanden der Kavallerie der Wind auffrischte, was die Pferde irritierte. Auch war die Trinkwasserversorgung aufgrund des brackigen Grundwassers schwierig, insbesondere da die Briten im Gegensatz zu den Franzosen ihren Soldaten nur 3 Tagesrationen ausgeteilt hatten.
Das britisch-französische Heer (inklusive einiger tausend Osmanen) zog dann weiter Richtung Süden, wo es dann am Rande der Bucht, am Flussufer der Alma zu einem ersten Schlagabtausch mit den Soldaten des zaristischen Russlands kam.